# Gujana na Letnich Igrzyskach Olimpijskich 1968
Gujanę na Letnich Igrzyskach Olimpijskich 1968 reprezentowało pięciu zawodników.

## Skład kadry

### Boks

#### Mężczyźni
| Zawodnik      | Konkurencja  | 1/32 finału      | 1/16 finału                       | 1/8 finału                              | Ćwierćfinały     | Półfinały        | Finał            | Pozycja | Źródło |
| Zawodnik      | Konkurencja  | Przeciwnik Wynik | Przeciwnik Wynik                  | Przeciwnik Wynik                        | Przeciwnik Wynik | Przeciwnik Wynik | Przeciwnik Wynik | Pozycja | Źródło |
| ------------- | ------------ | ---------------- | --------------------------------- | --------------------------------------- | ---------------- | ---------------- | ---------------- | ------- | ------ |
| Dhanraj Singh | Waga kogucia | BYE              | S. Mbugua Porażka – decyzja (0-5) | NQ                                      | NQ               | NQ               | NQ               | 17-32.  | [ 1 ]  |
| Charles Amos  | Waga średnia | —                | BYE                               | W. Rudkowski Porażka – TKO w 2. rundzie | NQ               | NQ               | NQ               | 9-16.   | [ 2 ]  |

### Kolarstwo

#### Konkurencje torowe

##### Mężczyźni
| Zawodnik     | Konkurencja | 1/32 finału            | Baraże o 1/16 finału   | 1/16 finału      | Baraże o 1/8 finału | 1/8 finału       | Baraże o ćwierćfinały | Baraże o ćwierćfinały | Ćwierćfinały     | Półfinały        | Finał A/B        | Pozycja          | Źródło |
| Zawodnik     | Konkurencja | 1/32 finału            | Baraże o 1/16 finału   | 1/16 finału      | Baraże o 1/8 finału | 1/8 finału       | 1                     | 2                     | Ćwierćfinały     | Półfinały        | Finał A/B        | Pozycja          | Źródło |
| Zawodnik     | Konkurencja | Przeciwnik Wynik       | Przeciwnik Wynik       | Przeciwnik Wynik | Przeciwnik Wynik    | Przeciwnik Wynik | Przeciwnik Wynik      | Przeciwnik Wynik      | Przeciwnik Wynik | Przeciwnik Wynik | Przeciwnik Wynik | Pozycja          | Źródło |
| ------------ | ----------- | ---------------------- | ---------------------- | ---------------- | ------------------- | ---------------- | --------------------- | --------------------- | ---------------- | ---------------- | ---------------- | ---------------- | ------ |
| Aubrey Bryce | Sprint      | I. Kučírek I. Alsop 3. | J. Pittaro R. Roxas 3. | NQ               | NQ                  | NQ               | NQ                    | NQ                    | NQ               | NQ               | NQ               | Nieklasyfikowany | [ 3 ]  |

| Zawodnik     | Konkurencja  | Czas    | Pozycja | Źródło |
| ------------ | ------------ | ------- | ------- | ------ |
| Aubrey Bryce | 1 km na czas | 1:12.73 | 31.     | [ 4 ]  |

### Lekkoatletyka

#### Konkurencje biegowe

##### Mężczyźni
| Zawodnik      | Konkurencja | Czas      | Pozycja | Źródło |
| ------------- | ----------- | --------- | ------- | ------ |
| Harry Prowell | Maraton     | 2:57:01.4 | 50.     | [ 5 ]  |

### Podnoszenie ciężarów

#### Mężczyźni
| Zawodnik      | Konkurencja      | Wyciskanie | Wyciskanie | Rwanie   | Rwanie  | Podrzut | Podrzut | Suma     | Suma    | Źródło |
| Zawodnik      | Konkurencja      | Wynik      | Pozycja    | Wynik    | Pozycja | Wynik   | Pozycja | Wynik    | Pozycja | Źródło |
| ------------- | ---------------- | ---------- | ---------- | -------- | ------- | ------- | ------- | -------- | ------- | ------ |
| Rudolph James | Waga lekkocięzka | 120 kg     | 20.        | 127,5 kg | 12.     | 165 kg  | 10.     | 412,5 kg | 19.     | [ 6 ]  |